# Конак, Юнус Эмре
Юнус Эмре Конак (тур. Yunus Emre Konak; родился 10 января 2006, Батман) — турецкий футболист, полузащитник клуба «Брентфорд».

## Клубная карьера
Выступал за молодёжные команды «Батман Тюпрашспор», «1955 Батман Беледиеспор» и «Сивасспор». В марте 2023 года подписал свой первый профессиональный контракт с «Сивасспором». 18 августа 2023 года дебютировал в основном составе «Сивасспора» в матче турецкой Суперлиги против клуба «Самсунспор».

## Карьера в сборной
Выступал за национальную сборную Турции до 18 лет.